# Mihkel Kukk
Mihkel Kukk (ur. 8 października 1983 w gminie Käina) – estoński lekkoatleta, oszczepnik.
Mistrz Estonii (2008). Reprezentował swój kraj podczas mistrzostw świata (Berlin 2009, 16. lokata i brak awansu do finału), wielokrotnie startował w Zimowym pucharze Europy w rzutach.
W 2008 reprezentował Estonię podczas igrzysk olimpijskich w Pekinie. 21. lokata w eliminacjach nie dała mu awansu do finału.

## Rekordy życiowe
- rzut oszczepem – 81,77 (2008)